# Planung
Die Planung beschreibt die menschliche Fähigkeit oder Tätigkeit zur gedanklichen Vorwegnahme von Handlungsschritten, die zur Erreichung eines Zieles notwendig scheinen. Dabei entsteht ein Plan, gemeinhin als eine zeitlich geordnete Menge von Daten.

## Allgemeines
Jürgen Wild versteht die Planung als „ein systematisches zukunftsbezogenes Durchdenken von Zielen, Maßnahmen, Mitteln und Wegen zur zukünftigen Zielerreichung.“ Günter Wöhe beschreibt Planung als „die gedankliche Vorwegnahme zukünftigen Handelns durch Abwägen verschiedener Handlungsalternativen und Entscheidungen für den günstigsten Weg.“ Planung bedeutet also das Treffen von Entscheidungen, die zukunftsgerichtet sind. Planung ist somit zukunftsbezogen, denn sie soll zukünftige Ereignisse gestalten und künftiges Handeln vorwegnehmen. Sie geht dabei von einem Gestaltungswunsch aus, durch den der Objektbereich festgelegt wird unter Beachtung der mit Hilfe der Planung zu erreichenden Ziele. Eine flexible Planung berücksichtigt Handlungsalternativen („Plan B“), falls die ursprünglichen Pläne nicht durchgesetzt werden können und erwartete Ereignisse nicht oder anders eintreten. Dabei sind Szenarioanalysen einzubeziehen.
Bei der Planung wird berücksichtigt, mit welchen Mitteln das Ziel erreicht werden kann, wie diese Mittel angewendet werden können, um das Ziel überhaupt zu erreichen (Vorgehensmodell), und wie man das Erreichte kontrollieren kann (Steuerung). Als Planungsergebnis erzeugen im Idealfall kurz-, mittel- oder langfristige Pläne Handlungssicherheit.
Ein Plan hat in Bezug auf Management und Organisationen die Bedeutung einer zumindest in schriftliche Form (oder in die einer Zeichnung) gebrachten Vorstellung von den Modalitäten, wie ein erstrebenswertes Ziel erreicht werden kann. Die geistige und handwerkliche Tätigkeit zur Erstellung eines Plans wird Planung genannt. Planung ist die Phase bis zur Genehmigung eines Plans vor Beginn der Realisierung. Der Zweck von Planung besteht darin, über eine realistische Vorgehensweise zu verfügen, wie ein Ziel auf möglichst direktem Weg erreicht werden kann.
Das abstrakte Planen ist eine kognitive Fähigkeit, die in der Allgemeinen Psychologie und der Kognitionswissenschaft untersucht wird. Planmäßiges Vorgehen zählt dort zu den Kriterien für Rationalität und Intelligenz. Bei der konkreten Planung wird zusätzlich auf externe Informations- und Erfahrungsquellen zurückgegriffen.
In der Neuropsychologie werden das Organisieren und Planen einer Handlung den exekutiven Funktionen zugerechnet. Man versucht dort, diese Fähigkeiten objektiv zu messen, z. B. durch die Turm-von-London-Aufgabe.

## Der BegriffPlanung– Konnotationen und Rezeption
Im Hinblick auf die Planwirtschaft in sozialistischen Staaten galt Planung in Westdeutschland lange Zeit als negativ konnotiert. Im Jahre 2011 schrieb Hans-Werner Frohn rückblickend zum Begriff Planung:

„Planung war in der Bundesrepublik bis zur Mitte der 1960er Jahre sowohl aus historischen (Vierjahresplan als Herrschaftsinstrument des NS-Regimes), als auch aus außenpolitischen bzw. innerdeutschen Gründen (Staatswirtschaften in der UdSSR bzw. in der DDR) tabuisiert. Gemeinhin konnotierte man mit Planung „Gefahr für die Freiheit“, sie galt als „Ausweis politischer Unterdrückung“. Zwar wurden in den 1950er-Jahren erste politische Pläne wie der Bundesjugendplan (1950) oder der „Grüne Plan“ (1955) verabschiedet – betroffen waren aber immer nur streng abgrenzbare Politikfelder. Ordoliberale Marktwirtschaftler wie Bundeswirtschaftsminister Ludwig Erhard verfochten die Position, dass gesamtstaatliche Planung im Widerspruch zu den Prinzipien der Marktwirtschaft stünde. So scheiterte folglich auch 1955 die erste Initiative der IPA [Anm.: Interparlamentarische Arbeitsgemeinschaft] zu einem Raumordnungsgesetz.
Nach der von Michael Ruck entwickelten Phaseneinteilung zur bundesdeutschen Planungsgeschichte wurde die „Grüne Charta von der Mainau“ in der bis 1962 reichenden Tabuisierungsphase verabschiedet. Andere westliche Staaten erwiesen sich als längst nicht so planungsfeindlich.“

## Eigenschaften und Funktionen
Neben der Zukunftsbezogenheit hat Planung vier weitere wesentliche Merkmale:
Modellcharakter
Der Plan gibt eine sinnfällige Vereinfachung eines Gesamtsystems wieder. Die gewählte Vereinfachung birgt die Gefahr unzureichender Abbildung.
Prozesscharakter
Der Planungsprozess verläuft in der Regel in mehreren Stufen als Abfolge von Phasen.
Gestaltungscharakter
Ziel der Planung ist die aktive Mitgestaltung der Zukunft auf einem bestimmten Gebiet.
Informationscharakter
Planung liefert Informationen für Entscheidungsträger, Ausführende und andere von der Planung Betroffene.
Die mitunter vielschichtigen Wirkungen der Planung lassen sich auf vier entscheidende Funktionen reduzieren:
Früherkennungsfunktion
Strukturierung der Problemstellung bezüglich Wahrnehmung, Definition und Lösungsansätzen.
Orientierungsfunktion
Handlungsspielraum in die Zukunft ausweiten.
Koordinierungsfunktion
Berücksichtigung von sachlichen und gegenseitigen Abhängigkeiten über mehrere Ebenen hinweg.
Moderationsfunktion
Auflösung von Verteilungs- und Interessenkonflikten.

### Validität
Die Gültigkeit einer Planung (Validität) kann nicht als gegeben und selbstverständlich angenommen werden. Eine Planung ist lediglich eine abstrakte Abbildung oder ein Modell der in aufeinanderfolgenden Schritten zu erwarteten Realität, die zudem im weiteren Zeitablauf noch zu gestalten ist. Daher gilt wie für alle Modelle, dass die Planung ein vereinfachendes Abbild der erwarteten künftigen Realität wiedergibt. Die zugrunde liegenden Vereinfachungen bergen die Gefahr, dass solches Modell entscheidende Merkmale nicht enthält und dann die Prüfung der Planung hinsichtlich der
- Definitionen der Ziele
- Budgetierung der Arbeit
- Ressourcenbindung bei der Leistung
- festgestellte Anfangsbedingungen
- zu beachtender Randbedingungen
- gegebenenfalls vorgegebener Abbruchbedingungen
- elementarer Folgebedingungen

zu Fehleinschätzungen führt. Zudem kann der Planer in Unkenntnis der Prozesse bei der Abbildung in den Plan übersehen, dass es weitere
- Verkettungen sequentieller Abläufe
- Verkettungen paralleler Abläufe
- Verzweigungen
- Zusammenführungen

gibt, die für die Umsetzung bedeutsam sind. Automatische Prüfverfahren können lediglich formale Fehler, wie Schleifen oder unmögliche Terminsetzungen erkennen. Eine weitergehende semantische Prüfung erfordert dagegen die Einbindung von Prozesskenntnissen, um Fehler zu erkennen.

### Aktualisierung
Jede Planung altert mit der Umsetzung. Ein besonderes Problem entsteht aus dem Erkenntnisfortschritt im Zuge der Umsetzung über die finanziellen, sozialen und technischen Einzelheiten. Dabei ist zu erwarten, dass sowohl der Bedarf an Zeit, Geld und Ressourcen mit dem Zeitablauf auf der Grundlage der formulierten Anforderungen (Spezifikationen) verändert eingeschätzt wird. Im Allgemeinen wird eine überarbeitete Planung ein Wachstum in allen diesen Merkmalen aufweisen. Es gehört eine gemeinsame Disziplin dazu, die unvermeidlichen und die wünschenswerten Änderungen zu trennen, um dem Plan weiter folgen zu können. Insgesamt muss die Planung durch fortlaufende Aktualisierung dem im Konsens angenommenen Änderungsbedarf folgen.

### Durchsetzung
Genauso, wie der Planer und die ausführenden Instanzen einen Erkenntnisfortschritt erlangen, wird auch von den Erstellern und von den Empfängern der geplanten Lieferung oder Leistung oder eines entstehenden Werkes eine stets zunehmende Vielzahl von Widrigkeiten erkannt. Um zu vermeiden, dass der Plan schließlich als nicht durchführbar erkannt wird, muss er in jedem Schritt gegen solche Widrigkeiten durchgesetzt (engl. enforcement) werden. Dazu dienen in der Regel Hilfsmittel, die frühe Zeichen besser wahrnehmen lassen. Solche Zeichen werden von den ausführenden Instanzen gegeben, es sind meist
- anderweitige Belegung von verplanten Ressourcen,
- abweichende Priorisierung und Verkettung,
- angebliche technische Unmöglichkeit,
- angeblich falsche Bedingungen.

Die Durchsetzung einer Planung wird im Allgemeinen unter Aspekten der Steuerung behandelt. Es ist allerdings zu beachten, dass durch Feedback aus dem Prozess der Umsetzung eher eine Regelung im geschlossenen Kreis erforderlich ist.

## Anwendungsfälle
Alle Wirtschaftssubjekte (Unternehmen, Privathaushalte, der Staat mit seinen Untergliederungen wie öffentliche Verwaltung oder Staatsunternehmen) befassen sich mit Planungsfragen.

### Unternehmensplanung
Wichtiger Planungsbereich ist die Unternehmensplanung. Sie gehört seit 1951 Erich Gutenberg zufolge zu den betrieblichen Produktionsfaktoren, und zwar zu den so genannten dispositiven Faktoren. Wichtige Merkmale der Planung sind in der Betriebswirtschaftslehre Planungsgegenstand, Planungssubjekt, Planungsdaten und Planungszeitraum. Planungsgegenstand können etwa die künftig bestehenden Arbeitsplätze in einem Unternehmen sein, Planungssubjekt ist der Entscheidungsträger, der die Arbeitsplatzplanung zu verantworten hat, Planungsdaten sind insbesondere die künftig erforderliche Personalkapazität. Der Planungshorizont bestimmt die zeitliche Reichweite der Planung und ist ein wesentliches Gestaltungsmerkmal jeder Planung. Je nach der betrieblichen Funktion gibt es Beschaffungsplanung, Produktionsplanung, Finanzierungsplanung, Personalplanung oder Vertriebsplanung (Absatzplanung, Marketingplan). Ist die Planung eher kurzfristig ausgelegt, spricht man von operativer Planung, die langfristige heißt strategische Planung.

### Planungsprozesse in der Stadtplanung und im Bauwesen
Das Planverfahren bezeichnet im Rahmen eines Planungsprozesses alle rechtlich normierten Planungs- und Entscheidungsabläufe. Für den Bereich der städtebaulichen Planung oder Stadtplanung werden die Verfahren zur Aufstellung, Änderung oder Aufhebung von Bebauungsplänen und Flächennutzungsplänen in Deutschland im Baugesetzbuch geregelt. In übergeordneten räumlichen Planungen wie der Raumordnung und der Landesplanung erfolgt dies ebenfalls in den einschlägigen Gesetzen der Länder. Auch Fachplanungen wie beispielsweise die Landschaftsplanung oder die überörtliche Verkehrsplanung haben gesetzlich geregelte Verfahrensschritte zur Aufstellung von Planwerken. Die Verfahrensschritte der Planfeststellung, mit denen Großprojekte wie Bundesstraßen oder Flughäfen geplant werden, sind im Verwaltungsverfahrensgesetz festgelegt.
In der Regel enthalten förmliche Planverfahren Beschlüsse politischer Gremien zur Aufstellung und zur Feststellung der jeweiligen Pläne sowie Beteiligungen der Öffentlichkeit und fachlich relevanter Behörden bzw. anderer Träger öffentlicher Belange.
Neben den rechtlich normierten Planverfahren existieren zahlreiche informelle Planungen. Im Bereich der Stadtplanung sind dies beispielsweise der Stadtentwicklungsplan, der Masterplan oder der städtebauliche Rahmenplan.
Planungsprozess steht in der Stadtplanung als Oberbegriff für alle formellen und informellen Planungs- und Entscheidungsabläufe. Er vereinigt somit die rechtlich verbindliche Ebene mit ergänzenden, nicht vorgeschriebenen Planungen und Plänen. Er kam erst in den 1990er Jahren auf, als sich das Planungsverständnis zunehmend wandelte. Die Einbeziehung informeller Pläne, wie z. B. Stadtentwicklungspläne und informeller Verfahren, wie z. B. Citymanagement und Charrette-Verfahren, die rechtlich nicht vorgeschrieben und normiert sind, wurde als geeignetes Mittel angesehen, Planungen durchsichtiger und verständlicher zu machen. Die erhöhte Transparenz kommt Behörden und Bürgern gleichermaßen zugute. Eine Ergänzung der formellen Pläne erhöht zudem die Qualität einer Planung, da sie nicht mehr starr immer demselben Muster folgt, sondern Flexibilität erlangt.
Beispiel einer gesetzlich normierten kommunalen Planung ist die Jugendhilfeplanung, in deren Rahmen die Träger der öffentlichen Jugendhilfe den Bestand an Einrichtungen und Diensten festzustellen, den Bedarf unter Berücksichtigung der Wünsche, Bedürfnisse und Interessen der jungen Menschen und der Personensorgeberechtigten für einen mittelfristigen Zeitraum zu ermitteln und die zur Befriedigung des Bedarfs notwendigen Vorhaben rechtzeitig und ausreichend zu planen haben. Dabei soll darauf hingewirkt werden, dass die Jugendhilfeplanung und andere örtliche und überörtliche Planungen aufeinander abgestimmt werden und die Planungen insgesamt den Bedürfnissen und Interessen junger Menschen und ihrer Familien Rechnung tragen (§ 80 SGB VIII).
Die Bauleitplanung ist das wichtigste Planungsinstrumentarium zur Lenkung und Ordnung der städtebaulichen Entwicklung. Innerhalb der Bauleitplanung werden alle relevanten Belange im Rahmen einer Abwägung berücksichtigt (§§ 1, § 1a Baugesetzbuch). Ergänzend zum Städtebaurecht wirkt im planungsrechtlichen Außenbereich das Planungsinstrument der Landschaftsplanung.
Im Bauwesen existiert der Begriff der Bauplanung, in der Architektur auch der Begriff des Entwerfens für Teilbereiche der Planung eines Architekten, deren Gesamtheit in Deutschland in Leistungsphasen nach HOAI gegliedert ist.

### Projektplanung
Projektplanung ist eine der Hauptaufgaben des Projektmanagements.

### Familienplanung
Der Begriff der Familienplanung wird meist auf Maßnahmen von Paaren reduziert, die Zahl und den Zeitpunkt der Geburt von Kindern zu planen.